# Псусеннес I
Аахеперра Псусеннес I Сетепенамон — третій лівійський фараон XXI династії Стародавнього Єгипту.

## Життєпис
Був праонуком фараона Рамсеса XI, сином верховного жерця Амона Пінеджема I та принцеси Дуатхатхор-Хенеттаві, доньки фараона Смендеса. У 1047 році до н. е. після смерті фараона Аменемнісу батько Псусеннеса сприяв сходженю його на трон. За правління Псусеннеса I встановлюється мирне співіснування Нижнього і Верхнього Єгипту, що стало особливістю правління XXI династії.
Задля зміцнення родинних зв'язків видав свою дочку Ісетемхеб за свого зведеного брата Менхеперра, Верховного жерця Амона у Фівах і фактичного володаря Верхнього Єгипту.
Гробницю Псусеннеса I було відкрито 1940 році експедицією на чолі з П'єром Монте. За цінністю виробів, що збереглись у ній, вона поступається лише відомій гробниці Тутанхамона.